# A-1型 (模型航空機)
A-1型（A-1がた）は、1940年代前半の日本において模型航空教育に用いられたゴム動力模型飛行機（ライトプレーン）。機体名はA-1型の他に、AI型やA一型などとも表記される。

## 経緯
1941年（昭和16年）、青少年を対象に大日本飛行協会と協同で行っていた航空奨励事業の一環として、大阪毎日新聞社と東京日日新聞社は3種類の制式模型航空機を制定し、そのうちのゴム動力機として東京帝国大学航空研究所の木村秀政技師によってA-1型が設計された。設計の際には、日本の模型航空機としては初めて東大航研の風洞を用いて性能検査が行われており、測定結果は「模型飛行機の空気力学的性質」と題して論文に纏められ、航空雑誌『航空知識』上で発表されている。その後、当初は大毎・東日両社によってA-1型などの普及が推進された。
大日本飛行協会は1941年に、ヒトラーユーゲントに範を取った模型航空教育を日本でも実施すべく、航空局国民航空課の指導を受けつつ模型部の下に大日本航空青少年隊を設置。大毎・東日から版権の譲渡を受けていたA-1型を制式のゴム動力模型飛行機として定め、隊員となる青少年への製作指導・工作を行う体制を全国的に整えつつ、県や市単位で結成が進められた青少年隊で使用した。翌1942年（昭和17年）からは、大日本飛行協会・大毎・東日によって模型航空機についての講習会が全国で催され、その際にもA-1型が標準機として活用されている。また、国民学校での製作教育に用いられることもあった。
第二次世界大戦後、1948年（昭和23年）頃から始まった模型飛行機のブームの中でも、信用が置ける模型飛行機としてA-1型の製作が推奨されるケースがあった他、主に関東地方の模型メーカーによってA-1型のキットも多く製造され、当時木村滑空機研究所が新たに発売した模型飛行機「スカイホース」と併せて、東のA-1、西のスカイホースと評される人気を見せた。このブームは1954年（昭和29年）頃まで続き、A-1型は戦中のみならず戦後にかけても広く普及した模型飛行機となった。

## 機体
A-1型は屋外向けかつ、大日本飛行協会が制定した日本模型航空機記録規程において、翼幅は70 cm以下、基本的には主幹1本を胴体とし、動力ゴムが露出していることを条件とする、初心者に適した「A級」に区分される機体として設計されている。
胴体は松または檜製、主翼リブ（小骨）および車輪は桐製で、主翼周縁および尾翼の骨組、着陸脚には竹ひごを用いる。プロペラは朴製で、それまでの模型飛行機用プロペラよりも簡単かつ正確に製作できる工程が定められている。ゴムが張られる位置は胴体上面。翼は紙張り。主翼は12度の上反角がついた不同テーパー翼で、翼型はNACA 6400を片面張りにしたものを用いている。また、垂直尾翼はプロペラ後流の影響を抑えるために胴体下方にも突き出している。
なお、ボール紙や竹ひごを用いて主翼リブを製作するアイデアが紹介されるなど、個人によって製作される模型飛行機として材質や製作法にはばらつきが見られた。

## 諸元
出典：『模型飛行機読本』 61,173頁、『学校家庭模型航空機の製作法』 163,164頁、『模型航空読本』 102,103,108頁、『模型航空機 理論と工作』 255頁。
- 全長：45.0 cm
- 全幅：63.7 cm[12][35]あるいは65.0 cm[30]
- 翼面積：547.0 cm2[35]あるいは559.0 cm2[12][14]あるいは560.0 cm2[30]
- 全備重量：約22 g[7]あるいは23.3 g[14]あるいは24.0 g[35]
- 動力：ゴム4 g強[36]あるいは6 g（回転力240 g・cm）[35] × 1
- 最大速度：1.2 km/h
- 翼面荷重：390.0 cm/g2[7][14]あるいは440.0 cm/g2[35]